# WEWハードコアタッグ王座
WEWハードコアタッグ王座（ダブリュー・イー・ダブリュー・ハードコアタッグおうざ）は、FMWが管理、WEWが認定していた王座。

## 歴史
1995年5月5日、大仁田厚の引退により、始まった「新生FMW」と呼ばれたデスマッチ路線を展開していた。
1997年、大仁田の復帰、外様であった冬木弘道の台頭で迷走を始める。
1998年3月、デスマッチ路線からエンターテイメント路線へと展開を図った。7月6日、新制度として統一機構を発表。
1999年5月31日、冬木がコミッショナーに就任して徐々に進行させていたエンターテイメント路線を一気に推進することを決める。その前段階として統一機構、年間シリーズの予定を白紙撤回する強権発動を行った。6月、冬木はFMWが管理している王座を全て封印して王座認定組織「WEW」を発足してWEW王座を創設。
2000年4月25日、FMW渋谷ON AIR EAST大会で行われた初代王座決定戦に勝利した保坂秀樹&佐々木嘉則組が初代王者になった。
2002年2月、管理団体が大日本プロレスに移った。
2006年5月21日、管理団体がKAIENTAI DOJOに移った。
2016年12月4日、王者の十嶋くにお&雄馬組が仲間割れにより返上。その後、王座決定戦が行われないまま事実上封印状態となる。

## ルール
- 凶器の使用が認められている。
- エニウェアフォール（どこでもフォールが可能）、トルネード方式（タッチなしで4人同時にリングインが可能）を適用。

## 歴代王者
| 歴代   | タッグチーム                    | 戴冠回数 | 獲得日付       | 獲得場所 （対戦相手・その他）                                                                  |
| ------ | ------------------------------- | -------- | -------------- | ---------------------------------------------------------------------------------------------- |
| 初代   | 保坂秀樹&佐々木嘉則             | 1        | 2000年4月25日  | 渋谷ON AIR EAST 金村キンタロー&ウィリー高山                                                    |
| 第2代  | アルマゲドン1号&アルマゲドン2号 | 1        | 2000年6月21日  | 後楽園ホール                                                                                   |
| 第3代  | 保坂秀樹&佐々木嘉則             | 2        | 2000年7月28日  | 後楽園ホール                                                                                   |
| 第4代  | 邪道&外道                       | 1        | 2000年9月21日  | 月寒グリーンドーム                                                                             |
| 第5代  | ホームレス・ジミー&スプリーム   | 1        | 2000年10月12日 | 博多スターレーン                                                                               |
| 第6代  | 保坂秀樹&マンモス佐々木         | 3        | 2000年11月12日 | 横浜文化体育館                                                                                 |
| 第7代  | GOEMON&怨霊                     | 1        | 2001年1月7日   | 後楽園ホール                                                                                   |
| 第8代  | 金村キンタロー&山川竜司         | 1        | 2001年2月23日  | 後楽園ホール                                                                                   |
| 第9代  | MEN'Sテイオー&関本大介          | 1        | 2001年12月2日  | 横浜アリーナ                                                                                   |
| 第10代 | 葛西純&ジ・ウィンガー           | 1        | 2002年3月21日  | 名古屋市体育館 2002年返上                                                                      |
| 第11代 | 大黒坊弁慶&アブドーラ小林       | 1        | 2003年3月23日  | 花博記念公園鶴見緑地水の館付属展示場 シャドウWX&マッドマン・ポンド                             |
| 第12代 | 伊東竜二&下田大作               | 1        | 2003年3月30日  | 横浜文化体育館                                                                                 |
| 第13代 | BADBOY非道&YOSHIYA              | 1        | 2003年4月29日  | ディファ有明 2005年返上                                                                        |
| 第14代 | YOSHIYA&アップルみゆき          | 1        | 2005年12月23日 | 千葉Blue Field 大石真翔&旭志織                                                                 |
| 第15代 | Mr.X&マイク・リーJr.            | 1        | 2006年4月5日   | 後楽園ホール                                                                                   |
| 第16代 | 大石真翔&旭志織                 | 1        | 2006年5月3日   | 千葉Blue Field                                                                                 |
| 第17代 | TAKAみちのく&TOMOみちのく       | 1        | 2006年6月4日   | 後楽園ホール                                                                                   |
| 第18代 | YOSHIYA&アップルみゆき          | 2        | 2006年7月8日   | 松下IMPホール                                                                                  |
| 第19代 | 大石真翔&旭志織                 | 2        | 2006年12月10日 | 後楽園ホール 2008年3月9日剥奪                                                                  |
| 第20代 | YOSHIYA&アップルみゆき          | 3        | 2008年4月13日  | 後楽園ホール 7チームによるロイヤルランブルマッチ                                               |
| 第21代 | 房総ボーイ雷斗&房総ボーイレフト | 1        | 2008年9月14日  | 後楽園ホール                                                                                   |
| 第22代 | PSYCHO&稲松三郎                 | 1        | 2008年10月4日  | 千葉Blue Field 2008年11月29日返上                                                              |
| 第23代 | YOSHIYA&Hard core kid 狐次郎    | 1        | 2008年12月6日  | 千葉Blue Field 柏大五郎&稲松三郎                                                               |
| 第24代 | バラモン・シュウ&バラモン・ケイ | 1        | 2009年5月6日   | 千葉Blue Field                                                                                 |
| 第25代 | 火野裕士&稲松三郎               | 1        | 2010年3月17日  | 新木場1stRING                                                                                  |
| 第26代 | 真霜拳號&関根龍一               | 1        | 2011年3月20日  | 千葉Blue Field                                                                                 |
| 第27代 | 稲松三郎&ランディ拓也           | 1        | 2011年5月1日   | 千葉Blue Field                                                                                 |
| 第28代 | 真霜拳號&関根龍一               | 2        | 2011年5月5日   | 千葉Blue Field                                                                                 |
| 第29代 | マンモス佐々木&神威             | 1        | 2011年10月27日 | 新木場1stRING                                                                                  |
| 第30代 | バラモン・シュウ&バラモン・ケイ | 2        | 2012年1月9日   | 新木場1stRING                                                                                  |
| 第31代 | マンモス佐々木&神威             | 2        | 2012年2月11日  | 世界館 2012年8月22日返上                                                                       |
| 第32代 | 真霜拳號&YOSHIYA                | 1        | 2012年9月19日  | 新宿FACE 佐々木貴&神威 2012年10月14日返上                                                      |
| 第33代 | バンビ&真琴                     | 1        | 2014年1月5日   | Blue Field リッキー・フジ&柏大五郎、真霜拳號&稲松三郎、佐藤悠己&梶トマトによる4WAYタッグマッチ |
| 第34代 | リッキー・フジ&NASUバンデラス   | 1        | 2014年5月3日   | Blue Field                                                                                     |
| 第35代 | 稲松三郎&関根龍一               | 1        | 2015年4月12日  | 後楽園ホール 2015年10月4日返上                                                                 |
| 第36代 | 関根龍一&那須晃太郎             | 1        | 2015年11月1日  | 後楽園ホール 7チームによるロイヤルランブルマッチ                                               |
| 第37代 | 十嶋くにお&雄馬                 | 1        | 2016年4月17日  | 後楽園ホール 2016年12月4日返上                                                                 |